# Blocco 11 di Auschwitz

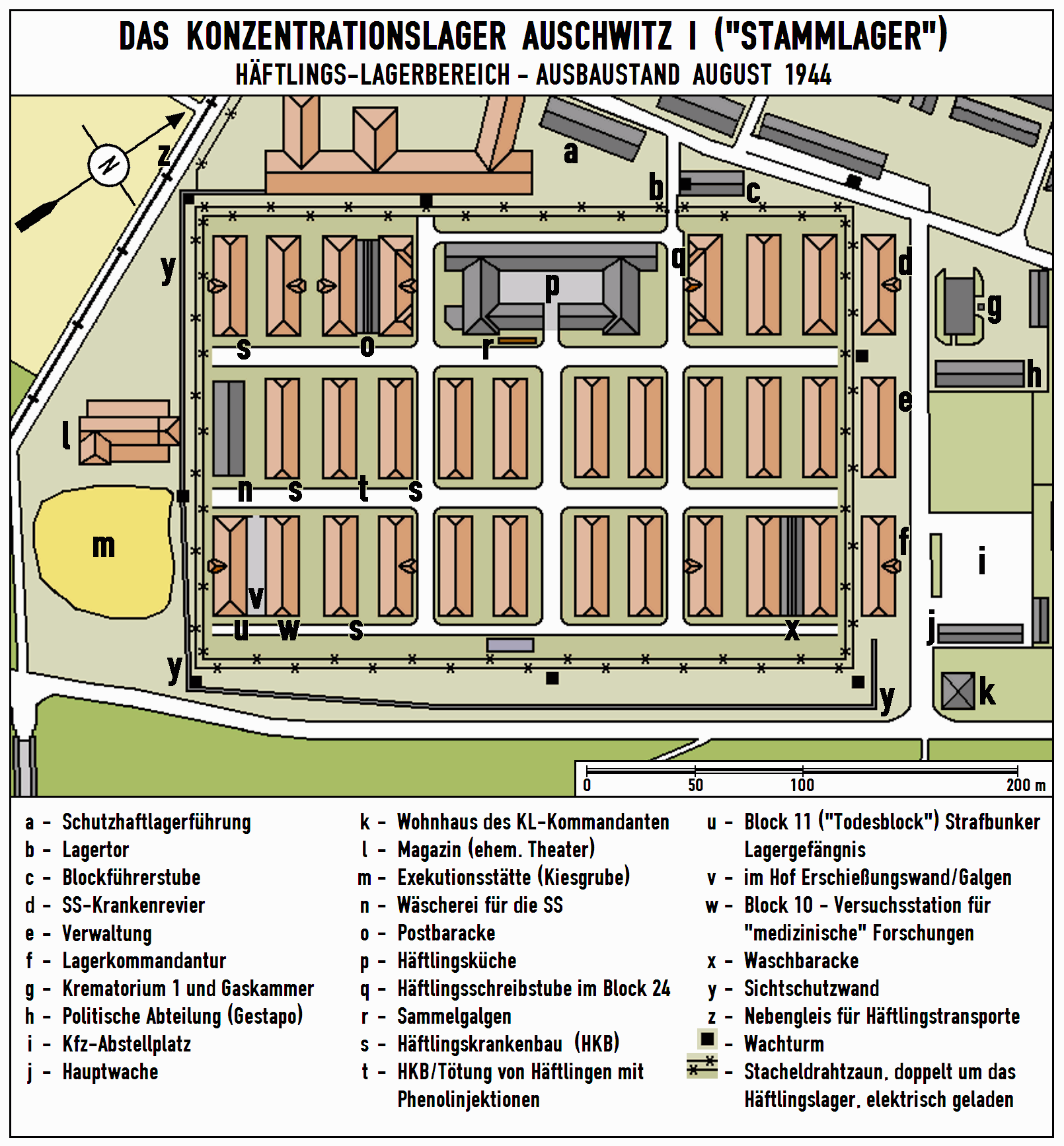
Campo principale: posizione del blocco 11 (in basso a sinistra, lettera u)

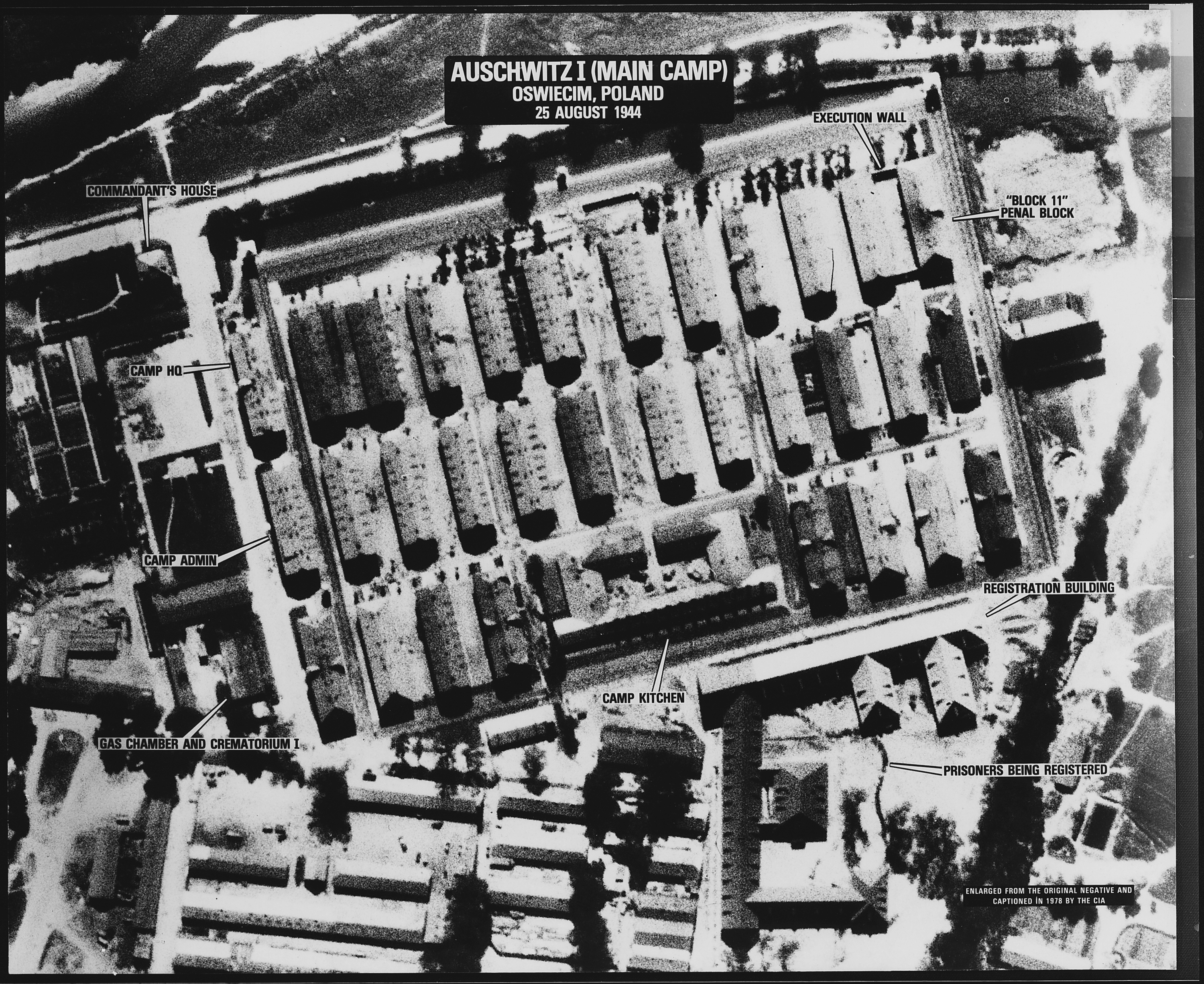
Posizione dell'edificio all'interno del campo di concentramento, compresa la posizione dell'ex caserma dell'esercito polacco nel campo di Auschwitz I, Stammlager. Foto aerea del 25 agosto 1944

Il blocco 11 del campo di concentramento di Auschwitz (blocco 13 fino all'agosto 1941 o anche noto come blocco della morte) è un edificio su due piani del campo di Auschwitz; nei sotterranei si trova la prigione del campo, i prigionieri si riferirono alla prigione del campo come il bunker Kommandanturarrest.
Molti dei detenuti morirono a causa delle crudeli condizioni di detenzione e dei maltrattamenti subiti, migliaia di prigionieri furono uccisi a colpi d'arma da fuoco dopo le selezioni per i bunker e i processi di polizia, davanti al cosiddetto Muro Nero che si trova nel cortile tra i blocchi 10 e 11. Nell'autunno del 1941, nel seminterrato del Blocco 11, fu eseguita la prima gasazione di massa con Zyklon B. Per queste funzioni specifiche, il Blocco 11 fu una prigione nella prigione, rivestendo un significato speciale nel sistema terroristico del campo di concentramento di Auschwitz.
I crimini commessi contro i prigionieri nel Blocco 11 furono anche oggetto del primo processo di Francoforte Auschwitz. Oggi non è ancora disponibile uno studio scientifico sul Blocco 11, è aperto al pubblico e fa parte del Museo statale di Auschwitz-Birkenau.

## Struttura e funzioni del blocco

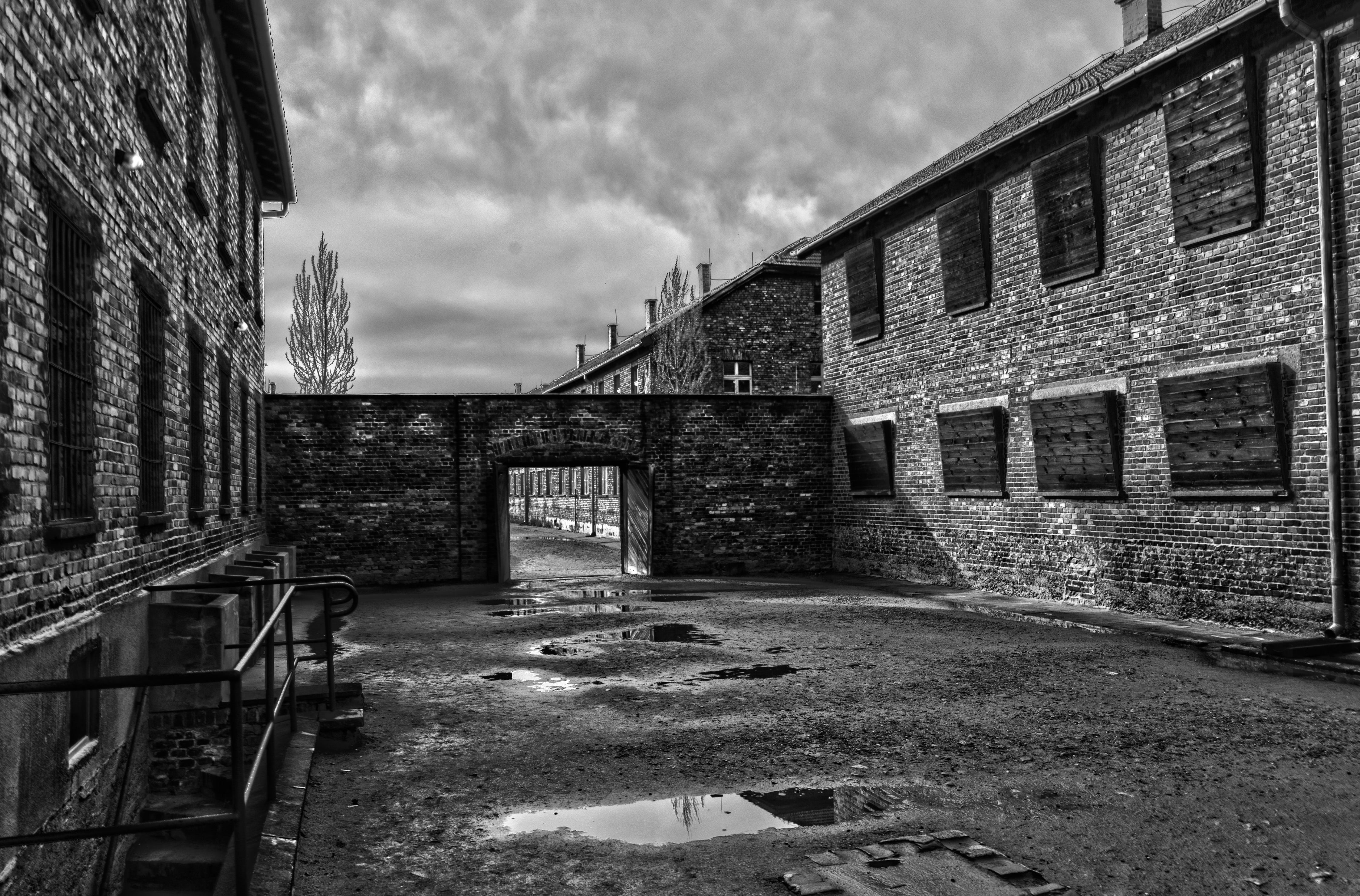
Veduta del Blocco 11 (a sinistra) dalla ricostruzione del Muro Nero (aprile 2014).

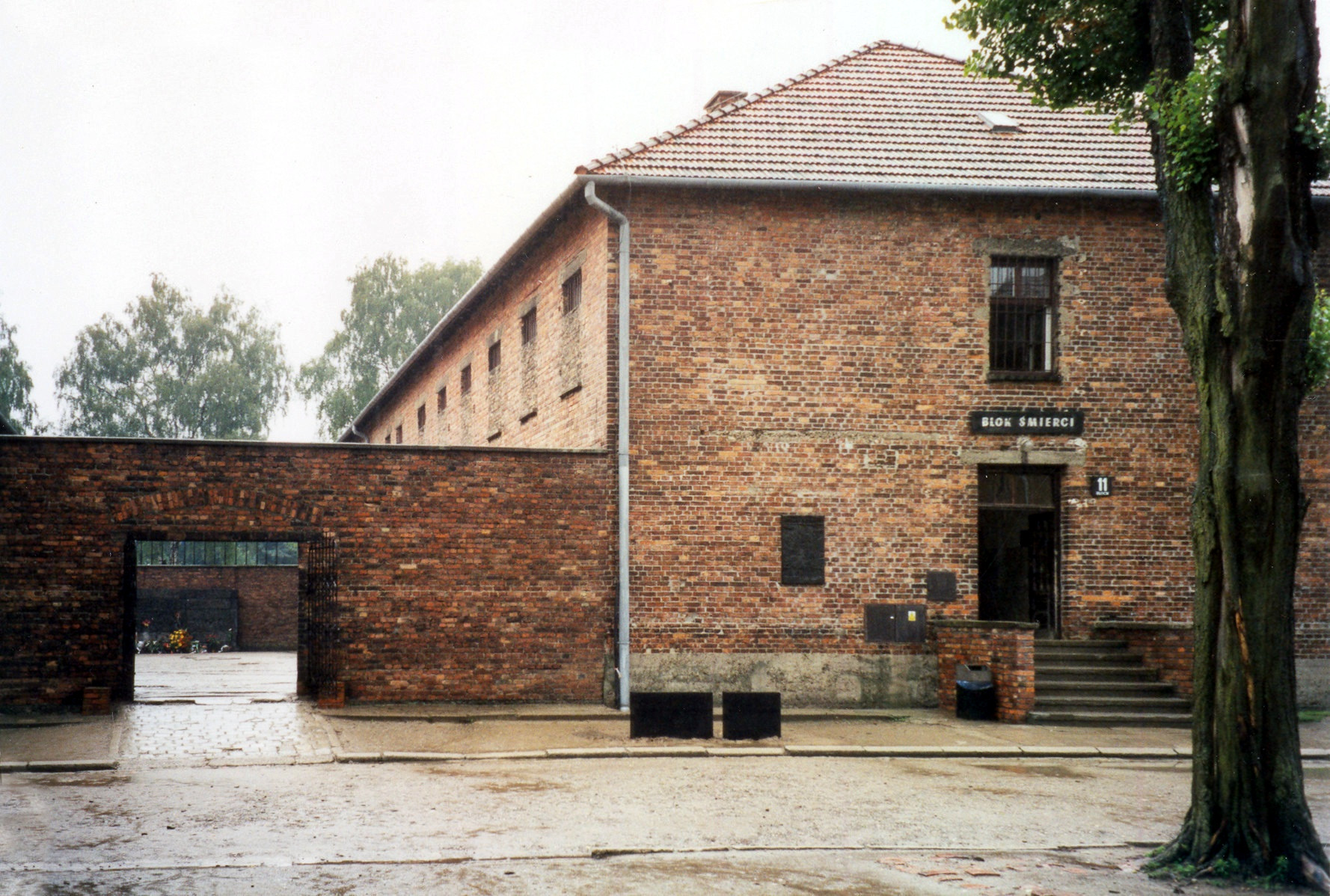
Blocco 11 e il cortile del Block 10 con il Muro Nero nel 2000

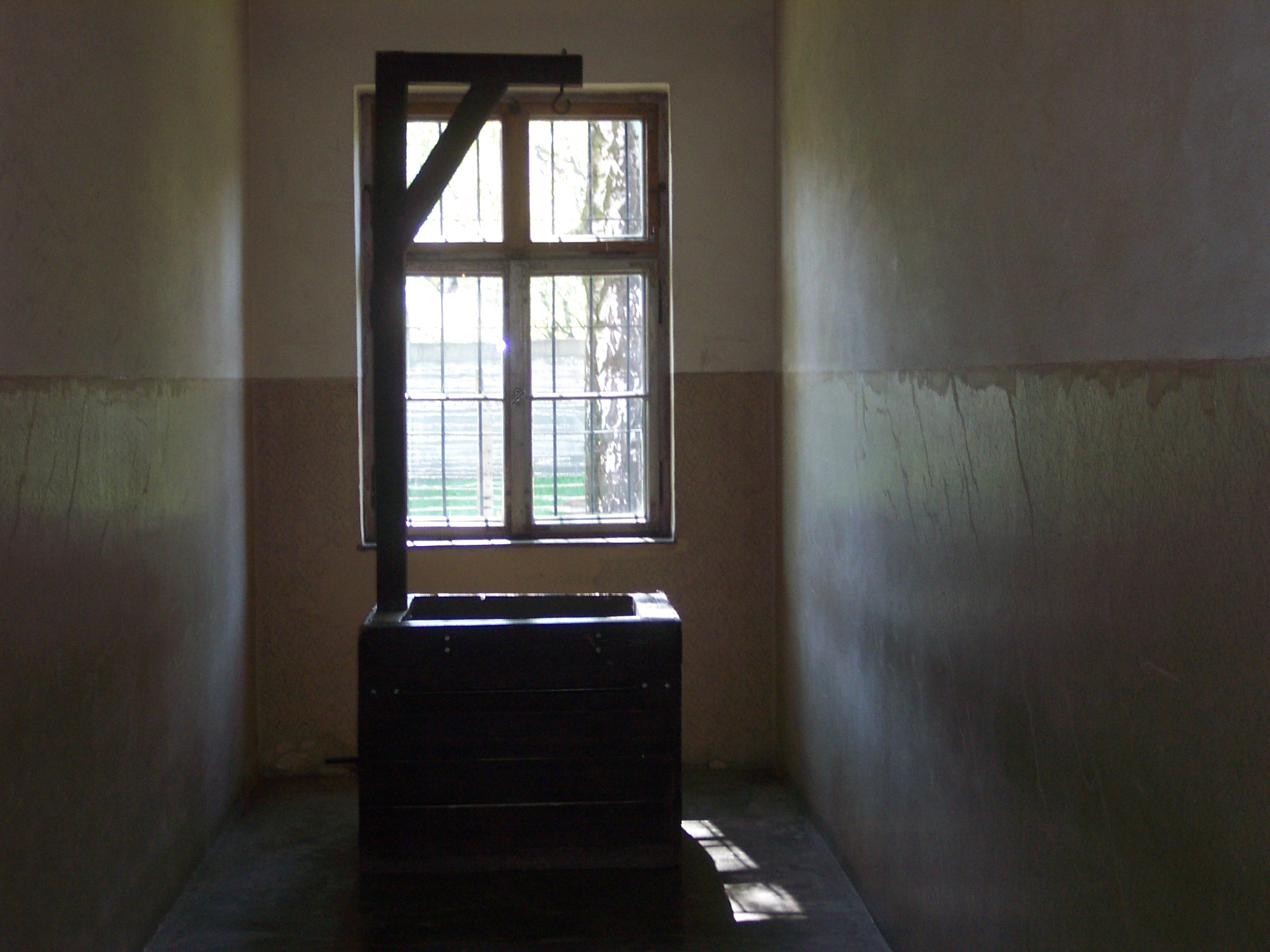
Forca portatile in mostra oggi nel Blocco 11

Dal luglio 1940, gli edifici dell'ex caserma dell'artiglieria polacca a Oświęcim furono utilizzati per l'ampliamento del campo di concentramento di Auschwitz, e precisamente 18 edifici della vecchia caserma: un edificio nell'angolo sud-ovest del campo fu utilizzato per la detenzione e per le funzioni speciali. Questo blocco fu inizialmente noto come Blocco 13 e dopo l'ampliamento del campo dell'agosto 1941, divenne il Blocco 11.
Oltre al piano terra e al primo piano, in questo edificio fu disponibile una soffitta e anche un seminterrato utilizzato come centro di detenzione del campo. L'edificio fu noto tra i detenuti anche come blocco della morte (in polacco: Blok Smierci), poiché un episodio di arresto nel campo portava spesso alla morte del detenuto. Le finestre nel blocco furono sbarrate; nel seminterrato ci furono solo finestre minuscole attraverso le quali poteva entrare l'aria e la luce del giorno; al contrario, al piano superiore le finestre furono murate, fatta eccezione per una piccola fessura.
Il cortile tra il blocco 10 e 11, con in mezzo il famigerato Muro Nero, fu delimitato da alti muri sui lati frontali e fu quindi protetto alla vista. Sul lato prospiciente il magazzino vi fu un cancello in legno con uno sportello d'osservazione, chiudibile a chiave e imbullonato dall'interno. Oltre al Muro Nero, dove furono uccisi migliaia di prigionieri, nel cortile ci furono anche due forche "portatili" per l'esecuzione dei prigionieri, oltre a diversi paletti per le punizioni corporali.
L'ingresso principale, accessibile tramite alcuni gradini in pietra, fu posto sul lato dell'edificio in direzione di Lagerstraße. A destra dell'ingresso principale ci fu un piccolo cartello nero con il numero del blocco. La porta d'ingresso principale fu dotata di un piccolo sportello attraverso il quale le persone da ammettere venivano controllate dal capoblocco di turno. All'interno del campo, il blocco 11 fu rigorosamente isolato e chiuso a chiave. Solo il comandante del campo (Lagerkommandant), il capo del campo di detenzione (Schutzhaftlagerführung), il Rapportführer e il capo del cosiddetto dipartimento politico (campo Gestapo) e i funzionari alloggiati ebbero accesso al blocco. In base alle misure di sicurezza adottate, una fuga dal blocco 11 fu praticamente impossibile.

### Piano terra
Dall'ingresso principale, un ampio corridoio principale divideva in due il piano terra. Sulla destra dell'ingresso principale c'era l'ufficio del capoblocco. In successione, c'erano le stanze dei funzionari prigionieri dislocati nel Blocco 11 (impiegati di blocco, anziani di blocco, ecc.). Al centro, un corridoio conduceva dal corridoio principale all'uscita laterale dell'isolato, attraverso la quale si accedeva al cortile; al piano terra erano presenti anche i servizi igienici e le latrine.

### Primo piano
Le stanze punitive, usate nel periodo 1940-1942, e quelle rieducative erano inizialmente ubicate al piano superiore o nella soffitta. A volte, al piano superiore, venivano alloggiati i prigionieri che erano stati appena ammessi al campo, così come i detenuti da rilasciare e i membri stessi delle SS.

### Edificio delle celle
L'edificio delle celle era accessibile solo dal piano terra attraverso una grata di ferro chiusa a chiave. Come il piano terra e il piano superiore, anche il seminterrato era diviso da un ampio corridoio principale, separato da due porte a graticcio. Nella metà a sinistra, a vista dalla strada, c'erano le celle da 1 a 14 e a destra le celle da 15 a 28: secondo l'addetto al blocco Jan Pilecki, le celle dalla 1 alla 7 erano destinate alle prigioniere.
Oltre ai prigionieri dei campi di concentramento, alcune celle furono occupate dai prigionieri di polizia, dai civili e dagli ucraini al servizio delle SS. I detenuti di spicco sono stati rinchiusi nella cella 21. La cella 22 conteneva altre quattro celle per la detenzione in piedi e altre celle per la detenzione al buio.

## La struttura detentiva
Dalla fine del 1940, il seminterrato dell'isolato fu trasformato in una struttura detentiva. Già nel luglio 1940, i detenuti furono assegnati per la prima volta al centro di detenzione del blocco. Ufficialmente, l'area di detenzione fu denominata centro di detenzione del comandante, ufficiosamente, i prigionieri chiamavano questa zona celle Bunker.

### Segnalazioni, reclusione e condanna
La prigione del campo fu ufficialmente assegnata al comando del Dipartimento 1. L'arresto di un prigioniero era possibile su ordine del comandante del campo, del comandante del campo di custodia protettiva o, in particolare, del comandante del dipartimento politico.
I detenuti vennero solitamente portati al Blocco 11 dal capoblocco in servizio o dai membri del dipartimento politico per l'esecuzione dell'arresto, molto più raramente dai funzionari carcerari e consegnati al capoblocco, ad esempio nel caso di "depravazione aggressiva" da parte dei prigionieri omosessuali. Le istruzioni per l'arresto venivano convalidate dal comandante del campo il giorno successivo.
I motivi di ammissione più comuni furono:
- il sabotaggio o il sospetto sabotaggio;[19]
- la partecipazione, o il sospetto, nella resistenza del campo;[19]
- il contatto, o il sospetto, con la popolazione civile;[19]
- il possesso di cibo, oggetti di valore, ecc. o di altri oggetti introdotti di nascosto nel campo;[19]
- la preparazione della fuga, l'assistenza per la fuga, i tentativi di fuga o un sospetto simile, nonché le fughe fallite;[19]
- le violazioni del regolamento del campo come nel caso di furto o di altri reati.[11]

La condanna, ossia il tempo che un detenuto fosse rinchiuso nelle celle di detenzione o in una cella buia o anche permanentemente, dipendeva dalla gravità del reato. Generalmente i prigionieri furono tenuti in detenzione per un periodo variabile tra 3 e 27 giorni. Due prigionieri furono rinchiusi nel bunker rispettivamente per 260 e 210 giorni. Il campo della Gestapo raccoglieva spesso i prigionieri consegnati dal dipartimento politico per gli "interrogatori severi" anche abusando gravemente durante l'interrogatorio, tanto che alcuni detenuti non sopravvissero a questa tortura arrivando al suicidio per la disperazione.
Due strette navate laterali parallele si diramavano dalla navata principale. L'accesso alle 28 celle di detenzione fu inoltre assicurato tramite dei corridoi più piccoli. Le pesanti porte delle celle furono rinforzate con l'acciaio e dotate di spioncino. I documenti con i dati personali dei detenuti furono attaccati alle porte delle celle, dal 1943 in poi ci fu una scheda riassuntiva, costantemente aggiornata, elencante i detenuti presenti. Le celle furono dotate solo di cuccette di legno e di un secchio di zinco per la defecazione.

### Celle di detenzione

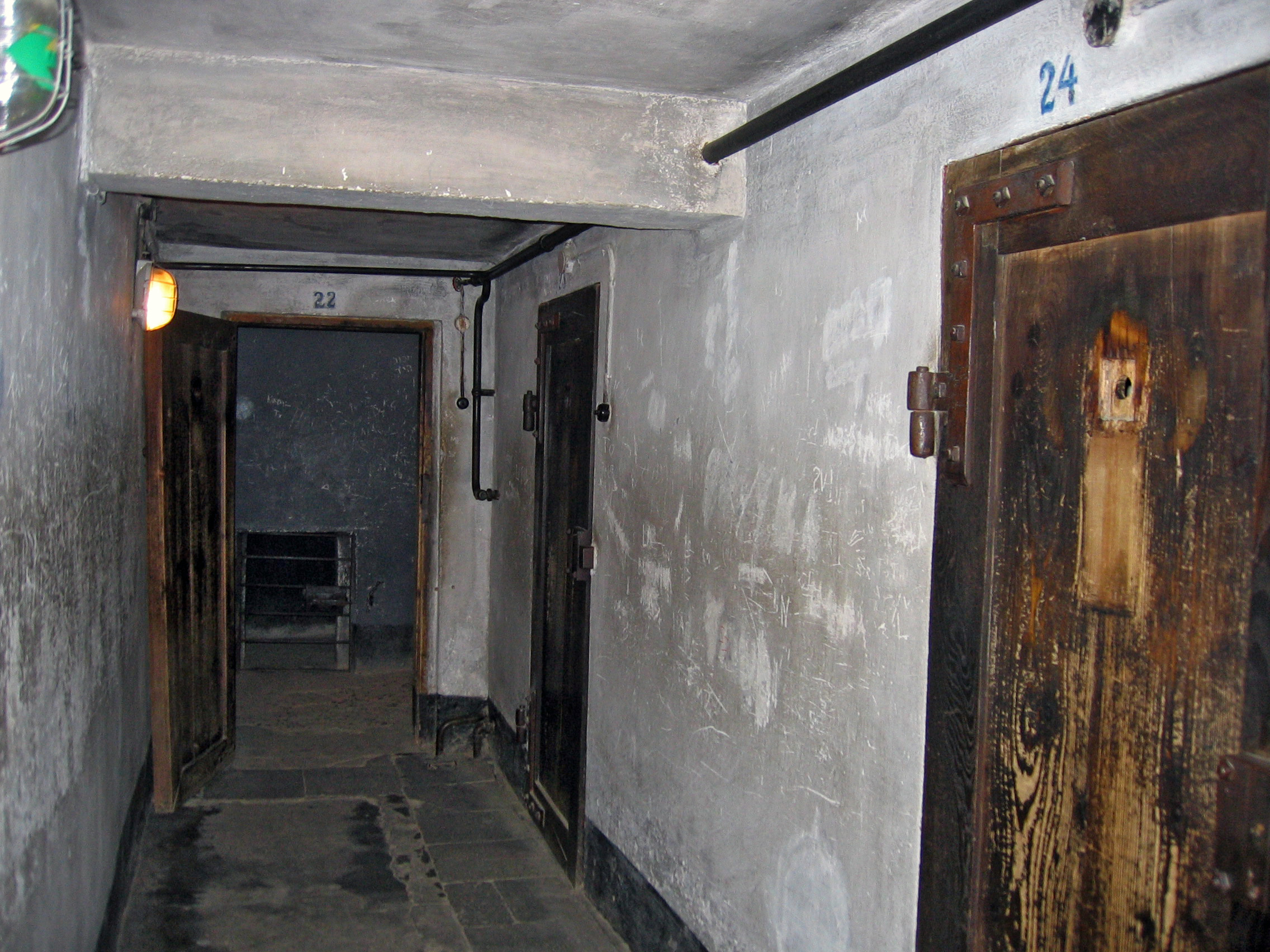
Nella cella 22, l'ingresso di una cella in piedi è visibile come un'apertura reticolare.

Dopo che il leader delle SS Hans Aumeier, che aveva già "fatto esperienza" nel campo di concentramento di Dachau, assunse la carica di capo del campo di custodia protettiva nel campo principale all'inizio di febbraio 1942, fu introdotto come misura punitiva il confinamento permanente al buio. Nella cella 22 furono allestite quattro piccole celle con una superficie di 90 cm × 90 cm mediante tramezzi, dove rimanere in piedi. Secondo i testimoni, una cella in piedi poté ospitare un massimo di quattro prigionieri, rendendo impossibile sedersi o sdraiarsi.
Alla cella si accedeva attraverso una piccola apertura nel pavimento attraverso la quale il prigioniero doveva strisciare. Una volta entrato, la cella veniva bloccata da una porta di legno rinforzata in ferro. Poiché l'aria fresca poteva entrare nella cella solo attraverso un'apertura di cinque centimetri quadrati, i detenuti potevano anche morire per asfissia. Sulla parete esterna del Blocco 11, questa apertura era coperta da un pannello metallico.
Questa punizione veniva solitamente eseguita di notte, a volte per più di dieci notti, durante il giorno i detenuti continuavano ad essere ai lavori forzati. I detenuti imprigionati generalmente non ricevevano cibo per l'intera durata della loro pena. In alcuni casi, i detenuti sono stati rinchiusi in piedi per diversi giorni alla volta, in questi casi inoltre, i prigionieri non hanno ricevuto né cibo né acqua e sono morti a causa delle torture.

### Celle al buio e digiuno forzato

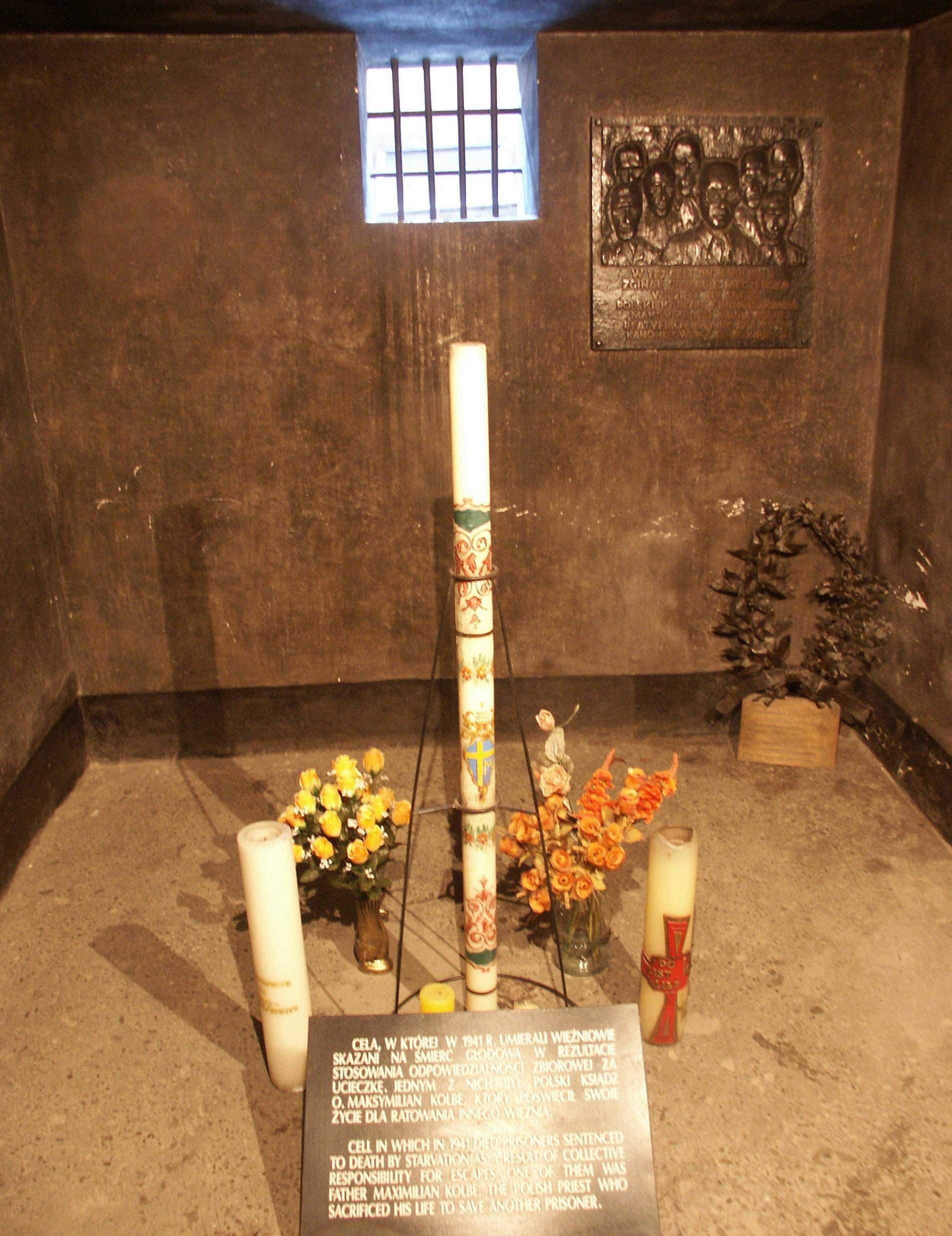
Candela nella cella della morte di Massimiliano Kolbe, dono di Papa Giovanni Paolo II (2004)

Le celle 7, 9 e, a volte, 8 e 20 furono sfruttate per l'isolamento al buio. Al posto delle finestre ci furono solo piccole aperture per l'aria coperte dall'esterno con pannelli in lamiera, in queste celle furono disponibili solo i secchi per defecare e i detenuti poterono dormire solo sul pavimento in cemento: questa punizione fu usata per periodi variabili da pochi giorni a diverse settimane. In caso di sovraffollamento, queste celle furono usate anche come celle per la detenzione in piedi.
In alcuni casi, le celle di detenzione servirono anche come celle di digiuno: questa punizione fu usata per i fuggitivi e per gli aiutanti nella fuga, o per gli ostaggi che furono puniti al posto dei fuggitivi come deterrente. La vittima più nota fu il frate minore francescano polacco, detenuto ad Auschwitz, padre Maximilian Kolbe, condannato al digiuno il 29 luglio 1941 insieme ad altri 14 detenuti, come rappresaglia per una fuga dal campo riuscita. Kolbe si consegnò a Karl Fritzsch al posto del prigioniero Franciszek Gajowniczek, anche lui inizialmente indicato per la selezione. Il comandante Fritzsch accettò questo scambio e Kolbe fu rinchiuso nella cella 18 con altri 14 ostaggi. Dopo che Kolbe soffrì nel bunker fino al 14 agosto 1941, e fu testimone della morte dei suoi compagni di sventura, fu assassinato con un'iniezione di fenolo.

### Sgombero dei bunker
Quando il bunker si rivelasse sovraffollato, su iniziativa del capo del dipartimento politico, Maximilian Grabner, e del rispettivo comandante del campo di detenzione poté effettuarsi il cosiddetto svuotamento o sgombero del bunker, a intervalli regolari: i prigionieri venivano selezionati per l'esecuzione al Muro Nero. Grabner definì queste selezioni "spolverare il bunker", con lo scopo di creare spazio per i nuovi detenuti.
Le SS del campo scelsero le vittime che consideravano più meritevoli di morire, condannate a morte dopo un breve processo simulato. I condannati a morte si dovevano spogliare nei bagni, veniva scritto il numero del prigioniero sul corpo nudo con una penna da fotocopiatrice e poi giustiziati in gruppi di due al Muro Nero, dove si poterono vedere i mucchi di cadaveri di coloro già giustiziati in precedenza nel cortile.
Queste esecuzioni arbitrarie erano illegali anche secondo i regolamenti dello Stato nazista, poiché i membri delle SS del campo non potevano prendere decisioni sulla morte dei prigionieri da soli e senza ordini di autorità superiori come l'Ufficio della sicurezza del Reich (RSHA). Le vittime dell'omicidio venivano quindi registrate per "morte nell'infermeria dei detenuti".

### Registro del bunker

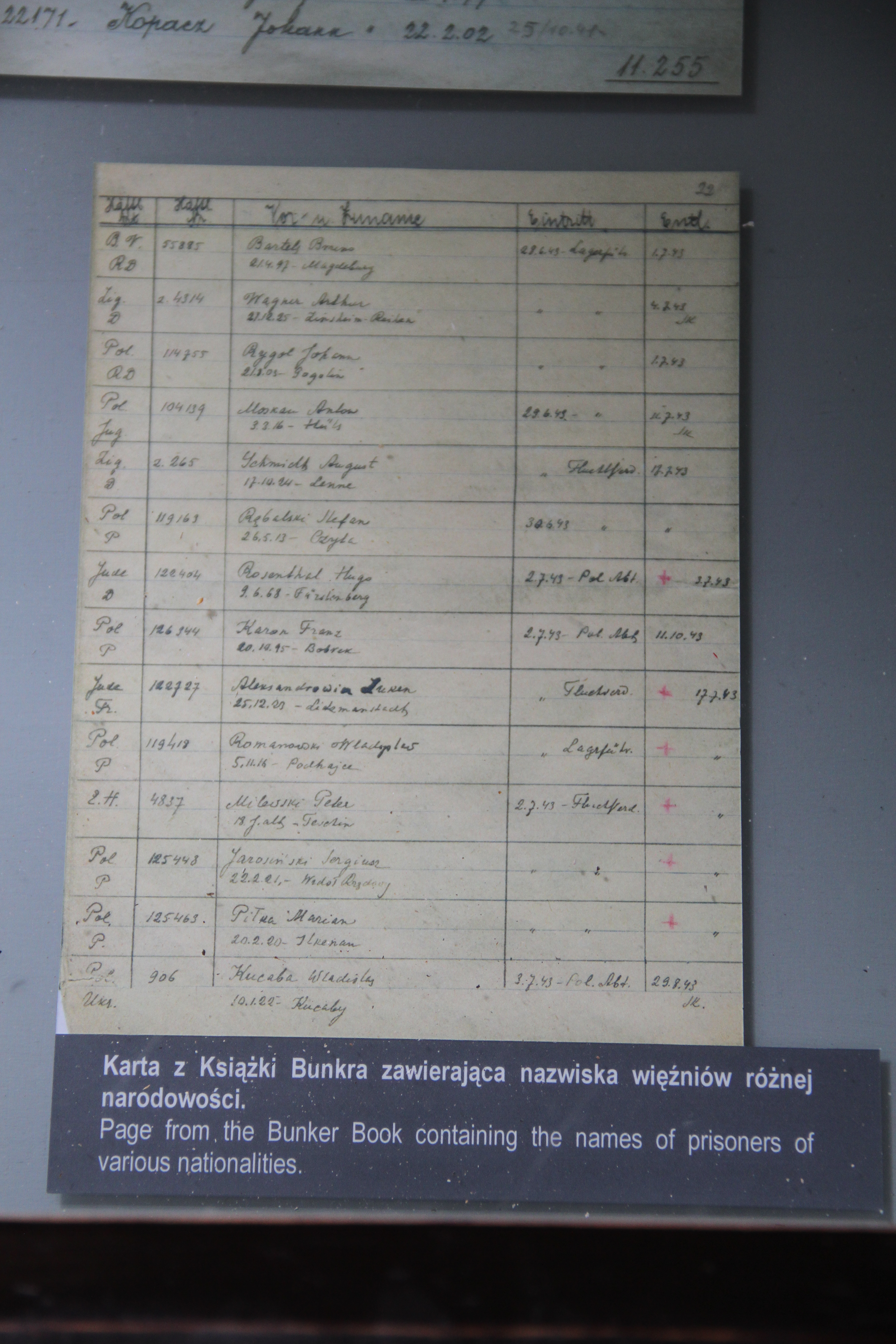
Pagina del libro del bunker

Dal 9 gennaio 1941 al 1º febbraio 1944, fu ufficiosamente tenuto il cosiddetto registro del bunker dall'impiegato di blocco, in cui furono elencati i prigionieri assegnati al Blocco 11 durante questo periodo. Oltre al nome completo, furono annotati la categoria e il numero del detenuto, la data e il luogo di nascita, il motivo della reclusione, l'ora del ricovero e del rilascio o del decesso.
A causa delle discrepanze tra le informazioni fornite dai detenuti e le voci nel registro, l'impiegato di blocco Franciszek Brol iniziò a tenere segretamente un proprio registro del bunker per non mettere in pericolo la propria posizione e per documentare i crimini. Dopo che le voci nel registro ufficiale non furono in accordo con la dimensione del blocco determinata durante un appello dei prigionieri nel marzo 1941, Brol fu in grado di utilizzare le proprie informazioni per dimostrare la dimensione corretta del blocco. Pertanto, il registro creato da Brol e poi continuato dai suoi successori fu tacitamente riconosciuto dalle SS: tale registro fu composto da due volumi consecutivi, il volume 1 di 146 pagine, conservato fino al 31 marzo 1943, elenca 1.190 prigionieri (di cui quattro doppi ingressi e un civile); il volume 2 di 68 pagine contiene informazioni su 952 prigionieri. Pilecki fece delle copie dei due volumi e riuscì a far uscire dal campo l'originale del primo volume e una copia del secondo tramite Józef Cyrankiewicz.
Il registro del bunker mostra, tra l'altro, che 814 prigionieri furono arrestati dal dipartimento politico e 335 dal comandante del campo di custodia protettiva. Tuttavia, il numero di detenuti riportato nel registro del bunker non corrisponde al numero effettivo di detenuti arrestati, poiché oltre a un civile entrato per errore, si verificarono quattro casi di doppia entrata e diverse voci citano l'ammissione ripetuta di un prigioniero nel bunker: uno stesso prigioniero fu rinchiuso nel bunker per sei o sette volte, tre prigionieri per cinque volte (compreso Josef Windeck), quattro prigionieri per quattro volte, 17 prigionieri per tre volte (compreso Bruno Brodniewicz, il campo anziano con il prigioniero numero 1) e 101 prigionieri per due volte.
Nei registri del bunker furono elencati i gruppi di prigionieri in base alla nazionalità: 422 polacchi, 175 tedeschi e austriaci, 82 "zingari" e 61 cechi. I prigionieri ebrei furono registrati secondo la loro nazionalità o sotto la voce "nessuna informazione". Più della metà dei 2.137 dettagli sui prigionieri elencati nel registro incluse i cosiddetti prigionieri politici (1.241) e anche più di 100 voci di ebrei (286), di prigionieri presi in custodia preventiva dalla polizia (noti anche come criminali professionisti o prigionieri temporanei) e di cosiddetti asociali. La maggior parte dei detenuti nel bunker aveva tra i 30 ed i 50 anni (967) o tra i 21 ed i 30 anni (712). In casi eccezionali furono ammessi anche i giovani di età inferiore ai 16 anni e gli anziani. Il più giovane detenuto fu un ragazzo polacco di 13 anni e il più anziano un uomo di 75 anni; entrambi furono fucilati nel 1943. 142 prigionieri furono trasferiti alla compagnia penale dopo l'arresto; almeno 807 prigionieri non sono sopravvissuti alla detenzione nel bunker.
Il numero effettivo di vittime fu più alto, infatti i prigionieri condannati a stare in piedi, le prigioniere della polizia, i prigionieri giustiziati al Muro Nero, i prigionieri di guerra sovietici, gli ucraini della compagnia Zeppelin, i lavoratori civili ed i membri delle SS non furono riportati nel registro. Un certo numero di voci nasconde il destino dei detenuti nel bunker, anche nei casi di morti a causa del confinamento nel bunker. Il generale austriaco Josef Stochmal, imprigionato come prigioniero speciale nella cella 21 e giustiziato nel 1942, non fu nemmeno elencato per motivi di riservatezza.
L'originale del primo volume e la copia del secondo sono conservati nell'archivio del Museo statale di Auschwitz-Birkenau.

### Amnistia del bunker
Dopo che Arthur Liebehenschel successe a Rudolf Höß come comandante del campo nel novembre 1943, durante i suoi sei mesi di servizio si diede la massima priorità al mantenimento della forza lavoro dei prigionieri. Sotto il suo comando, le condizioni per i detenuti nel campo migliorarono. Tra le altre cose, Liebehenschel emise il divieto di percosse nel campo principale, ordinò la cessazione degli "sgomberi dei bunker" e le successive uccisioni, ordinò la rimozione delle celle per la detenzione in piedi e emise un'amnistia generale per i detenuti nel bunker. Nella primavera del 1944, i detenuti ammessi su istruzione del dipartimento politico o dell'amministrazione del campo di detenzione furono trasferiti al piano superiore del blocco 11 per essere rilasciati all'interno del campo stesso o deportati in altri campi di concentramento.
In base alle sue istruzioni fu smantellato anche il Muro Nero, ma tuttavia le uccisioni continuarono nel Crematorio IV. Ridusse anche l'influenza del dipartimento politico e fece trasferire i suoi noti informatori detenuti nel campo di concentramento di Flossenbürg all'inizio del febbraio 1944. Il medico della guarnigione delle SS, Eduard Wirths e la resistenza nel campo a lui collegata, svolsero un ruolo significativo nell'applicazione di queste misure.
Dopo che Liebehenschel fu trasferito nel campo di concentramento di Majdanek nel maggio 1944, le cose tornarono a peggiorare con il suo successore Richard Baer. Molte delle misure decretate da Liebehenschel furono ritirate.

## Prima gasazione di massa

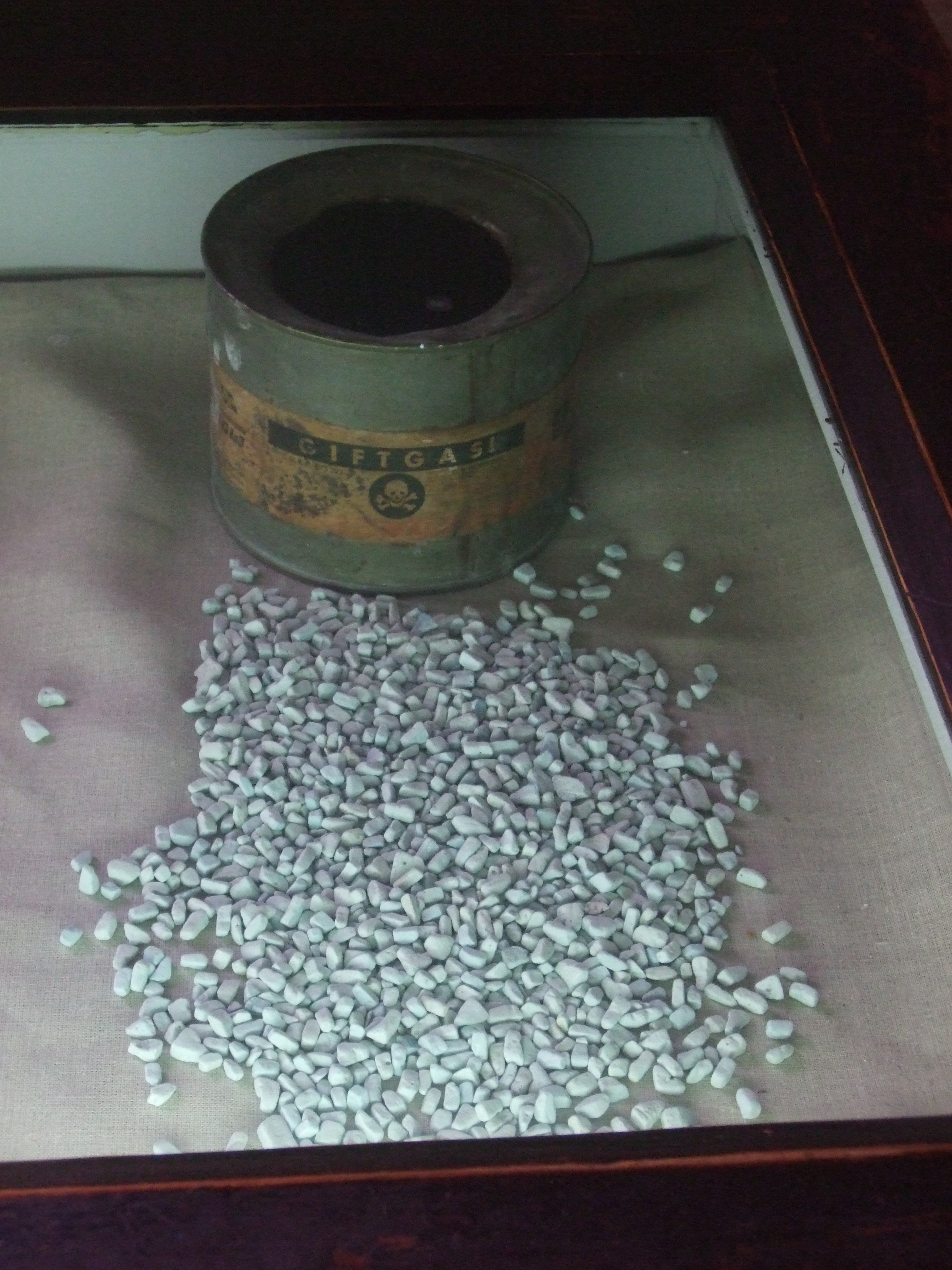
Substrato: "Erco-Würfel" Zyklon B

Alla fine dell'estate del 1941, il comandante del campo di custodia protettiva Karl Fritzsch sperimentò per la prima volta l'uso dello Zyklon B per uccidere i prigionieri di guerra sovietici, altrimenti usato per gli indumenti dei prigionieri. Durante questa prima "gasazione sperimentale" nel seminterrato del blocco 11, il comandante del campo Höss non fu presente ad Auschwitz. La data esatta non è nota, la prima utile è probabilmente il 15 agosto 1941 e l'ultima è possibile che sia l'inizio di dicembre 1941. La maggior parte dei resoconti accademici nomina la prima gasazione di massa alla presenza di Höss il 5 o 6 novembre 1941.
Secondo Danuta Czech la prima gasazione di massa avvenne in questo modo:
Fritzsch incaricò i detenuti rilasciati dal bunker e i detenuti della compagnia penale di liberare il primo e il secondo piano del blocco 11. Alla sera i prigionieri furono assegnati al Blocco 5a ancora in costruzione. Il giorno successivo, circa 250 prigionieri malati furono selezionati nell'infermeria dei prigionieri dal medico della guarnigione delle SS Siegfried Schwela e portati nei sotterranei del Blocco 11. Circa 600 prigionieri di guerra sovietici, per lo più ufficiali e commissari politici, furono rinchiusi nelle celle di detenzione del bunker; in precedenza furono selezionati in base all'Ordine del Commissario n. 8 del 17 luglio 1941 e destinati all'esecuzione. I pozzetti delle finestre nel seminterrato del Blocco 11 vennero riempiti di terra, immediatamente prima di chiudere a chiave e sigillare le porte, le SS del campo lanciarono lo Zyklon B nelle stanze.
Nelle ore mattutine del giorno successivo, Gerhard Palitzsch, protetto da una maschera antigas, aprì le porte delle celle scoprendo che non tutte le vittime erano morte. Fu nuovamente gettato dello Zyklon B e le porte furono nuovamente chiuse. Nel pomeriggio fu stabilito che tutti i prigionieri del campo, insieme ai prigionieri di guerra, fossero ormai morti. Quella notte fu ordinato di nuovo il blocco del campo. Dopo che il gas fu in gran parte evaporato, i prigionieri (in particolare quelli della compagnia penale e dell'infermeria) furono arrestati sotto la minaccia della pena di morte, per aver giurato il più stretto segreto, e furono condotti ai lavori speciali nel cortile tra i blocchi 10 e 11. Al momento furono già presenti i membri di spicco del campo Fritzsch, Palitzsch, Schwela, Maier e diversi altri capi di blocco. Un gruppo di prigionieri muniti di maschere antigas trasportò i cadaveri dal seminterrato al piano terra, un secondo spogliò i cadaveri fino alle mutande, un terzo trasportò i cadaveri dal piano terra al cortile e un quarto caricò i cadaveri sui carrelli. Nel frattempo, i vestiti furono perquisiti per trovare eventuali oggetti di valore sotto la sorveglianza delle SS del campo e fu rimosso l'oro dai denti. I carrelli carichi di cadaveri vennero portati al crematorio. Questo processo non poté essere completato entro l'alba, la sera del 5 settembre lo stesso gruppo di prigionieri dovette interrompere il trasporto dei cadaveri al crematorio dopo le ripetute chiusure del campo. A causa dell'alto numero di cadaveri, la cremazione continuò per diversi giorni.
Nelle sue note sul primo omicidio di massa con Zyklon B nel blocco 11, il comandante del campo Rudolf Höß scrisse:«La gasazione è stata effettuata nelle celle di detenzione del blocco 11. Ho assistito io stesso all'omicidio, protetto da una maschera antigas. La morte è avvenuta nelle celle sovraffollate. Solo un breve, quasi soffocato urlo ed era finita. Non ero davvero consapevole di questa prima gasazione delle persone, forse ero troppo impressionato dall'intero processo. Ricordo più chiaramente la gasazione dei 900 russi nel vecchio crematorio, avvenuta poco dopo, poiché l'uso del blocco 11 richiedeva troppe difficoltà».

## Corte marziale della polizia

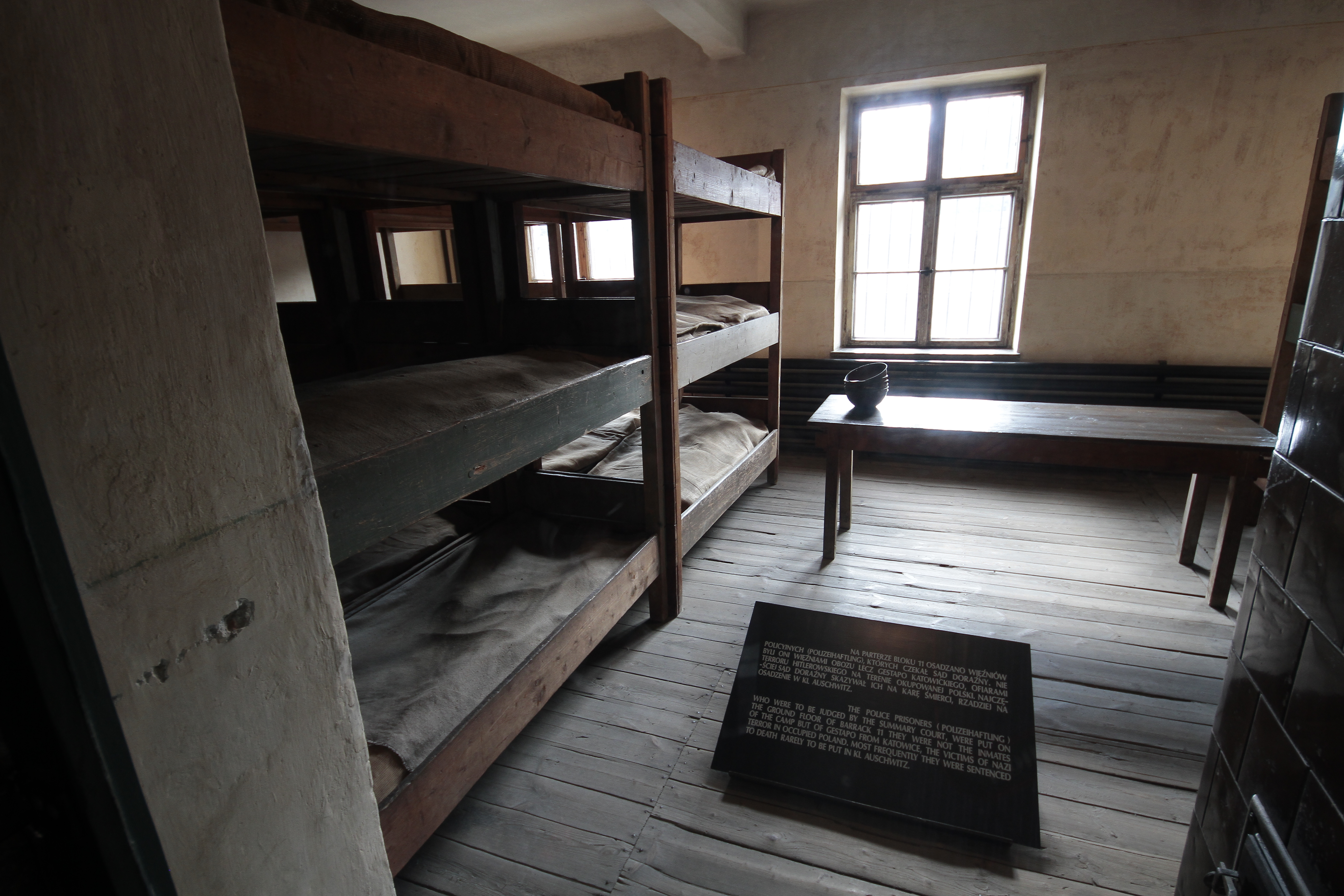
Sala d'attesa dei detenuti della polizia nel Blocco 11

La prima stanza a sinistra dopo l'ingresso principale fungeva da sala d'attesa per i prigionieri condannati dalla corte marziale del quartier generale della polizia di Katowice, che occupava l'ufficio del blocco 11 dal 1943. Questa corte marziale fu presieduta dal capo della Gestapo locale, Rudolf Mildner fino al settembre 1943, e poi da Johannes Thümmler, convocata una o due volte al mese. Inoltre, il tribunale incluse il capo del dipartimento politico nel campo di concentramento di Auschwitz e i suoi dipendenti nel dipartimento degli interrogatori e il comandante del campo o il capo del campo di custodia protettiva.
I polacchi che furono arrestati dai funzionari locali della Gestapo, ad esempio per le attività legate alla resistenza contro i tedeschi o per altri "reati" come il contrabbando, furono successivamente portati dalle carceri al blocco 11 per essere processati senza essere però registrati come prigionieri: tra gli accusati ci furono anche i cosiddetti tedeschi etnici e i prigionieri già ammessi nel campo. Anche le "confessioni" degli accusati furono già disponibili.
L'impiegato di blocco, sopravvissuto ad Auschwitz, Jan Pilecki riferì nel corso del primo processo di Auschwitz a Francoforte che furono processati al massimo 200 imputati in circa 100 casi, in sessioni della durata di 60-90 minuti. Gli imputati aspettarono nel corridoio per il loro processo e furono chiamati in base a una lista. Quasi tutti gli imputati furono condannati a morte e giustiziati davanti al Muro Nero, solo pochi furono mandati nei campi di concentramento.

## Capoblocco
Nel blocco 11, i capi blocco o i loro vice lavorarono in turni di 24 ore al giorno per monitorare i detenuti nel blocco 11. Il capoblocco aveva essenzialmente i seguenti compiti:
- Controllo dell'ingresso e dell'uscita nel Blocco 11;[8]
- Controllo del numero totale dei prigionieri nel Blocco 11;[51]
- Accompagnare i prigionieri del campo al Blocco 11;[52]
- Confisca dei beni dei detenuti inviati al Blocco 11;[52]
- Tenere il registro del bunker, fu tenuto anche un registro separato per i membri delle SS assegnati al Blocco 11;[52]
- Portare il detenuto nella cella a lui assegnata[52] e svolgere le pene prescritte come l'isolamento, il confinamento al buio e la privazione del cibo;[53]
- Supervisione della pulizia del centro di detenzione e della distribuzione degli alimenti;[52]
- Accompagnare i prigionieri dalla detenzione all'interrogatorio presso il dipartimento politico;[52]
- Deposito della chiave del bunker;[52]
- Partecipazione ai controlli nelle celle;[52]
- Rilasci dal campo di detenzione;[52]
- Esecuzione della fustigazione, in corridoio e nella stanza del capoblocco, e delle altre punizioni nel blocco 11;[52][54]
- Partecipazione alla fucilazione dei prigionieri al Muro Nero.[52]

I capi del blocco conosciuti furono i seguenti membri delle SS del campo: Reinhard Eberle (1942-1944), Georg Engelschall (1941), Wilhelm Gehring (1941-1942), Ernst Kroh (1942-1943), Otto Lätsch (1943), Kurt Hugo Müller (1943), Otto Ogurek (1943), Bruno Schlage (1942–1943), Karl Seufert (1941), Heinz Villain (1941). Franciszek Brol, Gerad Włoch e Jan Pilecki menzionarono anche Ludwig Plagge così come Kurt Gerlach, Werner Kleinmann e Gustav Schulz. Inoltre, fu distaccato un membro del dipartimento politico per sovrintendere ai detenuti nel Blocco 11, che preparò anche le sessioni della corte marziale di polizia, compito poi assunto da Willi Florschütz.

## Compiti dei funzionari
Tra i detenuti assegnati al blocco 11, i rispettivi anziani e impiegati di blocco ricoprirono degli incarichi importanti. L'anziano del blocco fu responsabile del primo e del secondo piano e dovette riportare il numero totale di detenuti nel blocco 11 durante l'appello, fu anche inizialmente incaricato di vigilare sulla compagnia penale situata nel blocco 11 fino al 1942. La funzione di anziano di blocco fu ricoperta, tra gli altri, da Ernst Krankemann, Johannes (Hans) Krümmel e Franz Teresiak.
L'impiegato di blocco dovette fare tutto il necessario per monitorare i detenuti del blocco 11 e, in particolare, per registrare per iscritto i verbali del blocco. Gli impiegati del blocco conosciuti per nome nel blocco 11, tenuti anche nel registro del bunker, furono i prigionieri polacchi Franciszek Brol, Gerard Włoch e Jan Pilecki, uno dopo l'altro. I funzionari dei prigionieri del blocco 11 ebbero una relativa libertà di movimento nel campo, oltre ad altri privilegi. A differenza di altri prigionieri, furono sottoposti a meno molestie e quindi godettero di condizioni di sopravvivenza significativamente migliori.
Nel bunker fu impiegato un kapo, con funzione di custode della struttura delle celle del campo. I compiti regolari inclusero il blocco e lo sblocco delle celle, servire il cibo ai detenuti oltre a pulire l'edificio delle celle. Dovette anche trasportare i cadaveri dei prigionieri morti dalla cella all'ingresso dell'edificio, da dove furono portati via dall'infermeria dai trasportatori di cadaveri. L'impiegato fu coadiuvato nelle sue funzioni da un assistente. Durante i controlli in cella, a volte dovettero mediare tra le SS del campo e i detenuti del bunker.
Il prigioniero ebreo Jakob Gorzelezyk (spesso scritto in modo errato Kozelczuk) noto come Bunkerjakob arrivò al campo di concentramento di Auschwitz il 26 gennaio 1943 con un trasporto composto da 2.300 ebrei e fu uno dei pochi selezionati per i lavori forzati nel campo; 2.107 persone di questo convoglio furono immediatamente uccise nelle camere a gas. Gorzelezyk fu descritto dal sopravvissuto ad Auschwitz Filip Müller come un gigante straordinariamente forte e molto muscoloso che, per la sua straordinaria forza, fu impiegato nel blocco 11. Prima di Gorzelezyk, il tedesco Kurt Pennewitz e poi il prigioniero polacco Hans Musioł assunsero le funzioni di ispettore e kapo.
Il sopravvissuto ad Auschwitz e detenuto Hermann Langbein caratterizza Gorzelezyk in quattro pagine di un libro da lui scritto, "Menschen in Auschwitz". Oltre ai suoi normali doveri, Gorzelezyk fu anche responsabile di accompagnare i prigionieri all'esecuzione al Muro Nero e della fucilazione. Fu costretto dalle SS del campo ad assistere allo sgombero delle celle, alla fustigazione dei detenuti e anche dell'appello sul piazzale per effettuare le impiccagioni. Gorzelezyk fu descritto da molti sopravvissuti ad Auschwitz come straordinariamente utile, ad esempio, per i pestaggi "delicati", in contrasto con i membri delle SS del campo, trasmise i messaggi tra i prigionieri nel blocco, si prese cura dei torturati e fornì il cibo ai prigionieri. In questo modo, Bunkerjakob fornì un prezioso aiuto anche cospiratorio per quanto fosse possibile.

## Evacuazione e liberazione del campo
Nel corso dell'evacuazione bellica del campo di concentramento di Auschwitz, i prigionieri ancora detenuti nel Blocco 11 dovettero iniziare una marcia della morte tra il 18 e il 23 gennaio 1945. Quando sono arrivati a Wodzisław Śląski, tuttavia, non sono stati portati su treni merci nei campi di concentramento più a ovest, come nel caso della maggior parte dei prigionieri, ma sono stati portati a piedi più a ovest. La destinazione di questo gruppo di prigionieri era forse il campo di concentramento di Gross-Rosen.
Intorno alle 15:00 del 27 gennaio 1945, il campo di concentramento di Auschwitz, in gran parte già evacuato, fu liberato dalle unità del 1° Fronte ucraino dell'Armata Rossa.

## Il processo
Nel 1943, il giudice delle SS Konrad Morgen avviò un procedimento preliminare contro il capo del dipartimento politico Grabner. Il processo nell'ottobre 1943 davanti alle SS e al tribunale di polizia di Weimar, in particolare per l'omicidio di 2.000 prigionieri nell'ambito dello sgombero delle celle, non fu completato. Le indagini furono avviate anche contro il comandante del campo Höß e i capi Aumeier e Schwarz, ma non furono portate a conclusione.
Dopo la fine della seconda guerra mondiale, Aumeier e Grabner furono condannati a morte nel processo Auschwitz di Cracovia per i crimini commessi nel campo e giustiziati nel gennaio 1948, quest'ultimo "per aver ucciso almeno 25.000 prigionieri". A quel tempo, Höß e Schwarz erano già stati giustiziati nella primavera del 1947 rispettivamente nell'ex campo principale e a Sandweier.
Gli sgomberi e le esecuzioni in connessione con i crimini commessi nel blocco 11 furono elementi procedurali importanti durante il processo di Francoforte; le accuse corrispondenti furono avanzate contro i seguenti imputati: Wilhelm Boger, Pery Broad, Klaus Dylewski, Franz Johann Hofmann e Bruno Schlage. Durante questo processo, dal 14 al 16 dicembre 1964, si svolse una visita della scena del crimine di Auschwitz, che attirò molta attenzione da parte della stampa, in cui parteciparono un giudice e tre pubblici ministeri, il difensore e l'imputato Franz Lucas. La visita in loco chiarì le questioni dettagliate nella procedura, come ad esempio le condizioni di udito e di visibilità nel blocco 11. Le numerose dichiarazioni dei sopravvissuti ad Auschwitz sui delitti commessi nel blocco 11 furono confermate mentre quelle rilasciate dagli imputati furono quasi del tutto confutate: si sentivano chiaramente i nomi delle vittime dell'esecuzione mentre venivano chiamati dalle celle del bunker e dal cortile tra i blocchi 10 e 11 attraverso le fessure.

## Il Museo statale di Auschwitz-Birkenau

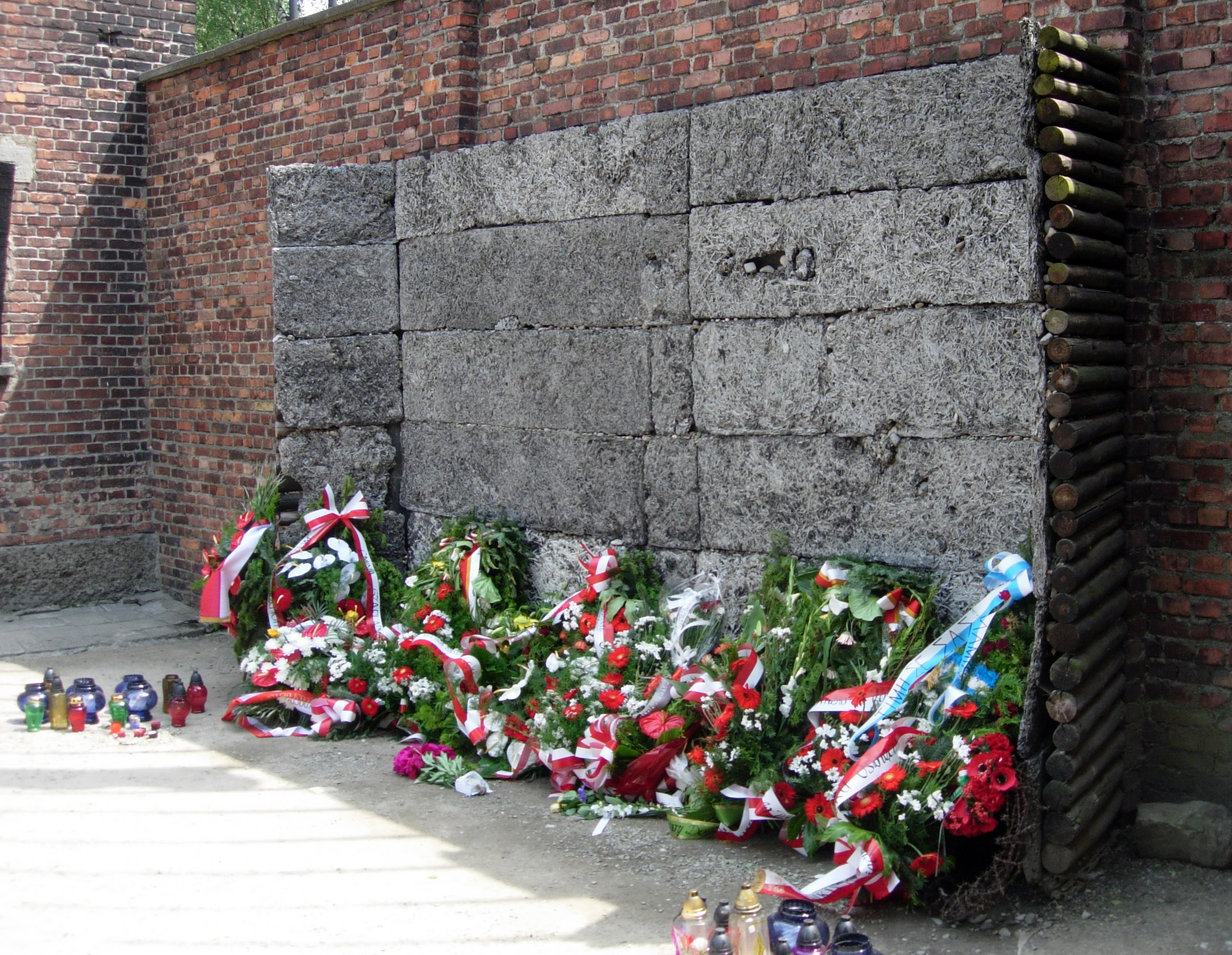
Replica del Muro Nero nell'ex campo principale del campo di concentramento di Auschwitz (2006).

Poco dopo la fine della guerra, prima della fondazione del Museo statale di Auschwitz-Birkenau, la prima mostra sul campo di concentramento di Auschwitz fu allestita nell'ex campo principale. Oltre alle merci saccheggiate in mostra nel Blocco 4, fa parte della mostra anche il Blocco 11. Molti polacchi si sono recati a Oświęcim per questa mostra per commemorare i loro parenti uccisi o per scoprire i crimini commessi ad Auschwitz.
Il Blocco 11 è aperto al pubblico nell'ambito della mostra al Museo statale di Auschwitz-Birkenau. L'edificio è nelle condizioni in cui rimase dopo la liberazione del campo di concentramento. Il piano terra e il seminterrato sono ancora in gran parte nelle condizioni originarie, ancora oggi sono visibili nomi e messaggi incisi nelle pareti. Al primo piano si trova una mostra sulla lotta della resistenza.
Mentre le rovine dei crematori e delle camere a gas del campo di sterminio di Auschwitz-Birkenau sono diventate un simbolo dell'Olocausto, l'ex campo principale rappresenta il "martirio di innumerevoli polacchi". In questo contesto, il Muro Nero è un eccezionale memoriale del "terrore nazionalsocialista contro la Polonia".